# Izvorul și stâncăriile de la Câmana
Izvorul și stâncăriile de la Câmana (monument al naturii) alcătuiesc o arie protejată de interes național ce corespunde categoriei a III-a IUCN (rezervație naturală de tip geologic floristic, faunistic și peisagistic) situată în județul Mehedinți, pe teritoriul administrativ al comunei Podeni.

## Localizare
Aria naturală  se află în extremitatea vestică a județului Mehedinți, aproape de limita teritorială cu județul Caraș-Severin (în Podișul Mehedinți), în partea nord-vestică a satului Podeni, în apropierea Parcului Național Domogled - Valea Cernei.

## Descriere
Rezervația naturală  a fost declarată arie protejată prin Legea Nr.5 din 6 martie 2000, publicată în Monitorul Oficial al României, Nr. 152 din 12 aprilie 2000 (privind aprobarea Planului de amenajare a teritoriului național - Secțiunea a III-a - zone protejate) și se întinde pe o suprafață de 25 hectare.
Aria naturală reprezintă o zonă cu o mare varietate de fenomene carstice (abrupturi stâncoase, doline, lapiezuri, sisteme hidrocarstice, văii), de importanță geologică, floristică, faunistică și peisagistică.
Aria protejată este inclusă în Geoparcul Platoul Mehedinți și se suprapune sitului Natura 2000 - Platoul Mehedinți.